# Гватемальско-таиландские отношения
Гватемальско-таиландские отношения (исп. Relaciones Guatemala-Tailandia) — двусторонние отношения между Гватемалой и Королевством Таиланд, а также их предшественниками.

## История
В Первой мировой войне страны были союзниками. 22 июня 1917 года Сиам официально вступил в войну на стороне Антанты, и Гватемала также присоединилась к Антанте 23 апреля 1918 года. Обе страны подписали Версальский договор, устанавливающий ряд ограничений для Германии, а позже стали одними из стран-основателей Лиги Наций.
Уже во Второй мировой войне страны будут находиться в противоположных враждебных альянсах: Сиам вступит в войну на стороне оси, а Гватемала на стороне антигитлеровской коалиции. Сиам потерпит поражение в войне и подпишет перемирие с союзниками, тогда как Гватемала окажется на стороне победителей.
Две страны установили дипломатические отношения 3 марта 1957 года. Таиланд был первой страной Юго-Восточной Азии, которая установила дипломатические отношения с Гватемалой. До 1990 года существовало гватемальское посольство в Бангкоке, но оно закрылось из-за финансовых проблем.
18 декабря 2019 года вновь открылось посольство Гватемалы в Таиланде. Таиланд также заявил о планах открыть посольство в Гватемале. Обе страны планируют углубить своё дальнейшее сотрудничество.

## Торговля между двумя странами
В 2019 году общий товарооборот между двумя странами составил 121 млн $: Таиланд в основном экспортировал автомобили и резиновые изделия в Гватемалу, а последняя экспортирует химические продукты, удобрения, пестициды и кофе.